# Eagle Brand

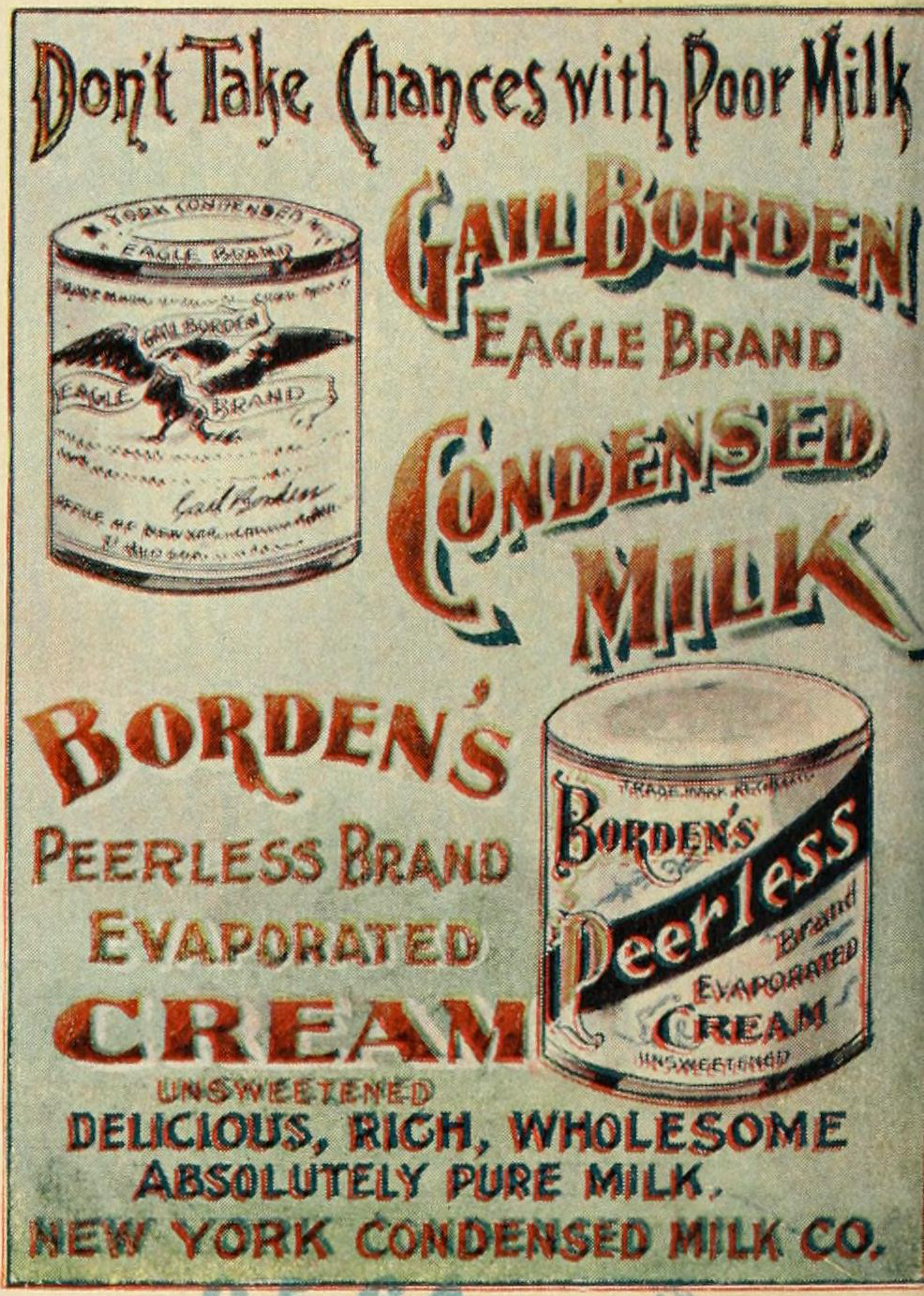
1898: Werbung für Gail Bordens Eagle Brand Condensed Milk in einem Ratgeber für Reisende während des Klondike-Goldrauschs.

Eagle Brand ist eine US-amerikanische Marke für Milcherzeugnisse und weitere Lebensmittel, die insbesondere für Milch in sterilisierter, kondensierter oder sonst konzentrierter oder getrockneter Form genutzt wird. Die Markenbezeichnung wurde in den 1850er Jahren erstmals für Kondensmilch von der „New York Condensed Milk Company“ genutzt, die ab 1899 zu Ehren ihres Gründers Gail Borden unter der Unternehmensbezeichnung „Borden Milk Products LP“ firmierte. Die Bezeichnung wurde im Verlauf der Unternehmensgeschichte auf „Borden“ verkürzt.
Als das Unternehmen Borden sich 1997 von seinen Kondensmilchprodukten trennte, erwarben Mitarbeiter der Gesellschaft diesen Teil des Unternehmens. Die Marke gehört seit 2007 zu dem US-amerikanischen Lebensmittelkonzern The J.M. Smucker Company, die Konzerngesellschaft, die Eagle Brand-Produkte herstellt, firmiert unter der Bezeichnung „Eagle Family Foods Incorporated“.

## Geschichte
Die Bezeichnung Eagle Brand ist mit hoher Wahrscheinlichkeit der älteste Markenname, der für Kondensmilch genutzt wird. Der Markenname geht auf Gail Borden zurück, dem am 19. August 1856 als erster ein Patent für eine industrielle Herstellung von Kondensmilch erteilt wurde.
Die frühen, eher hagriografischen Biografien Bordens sehen den Anlass für Bordens Versuche Milch haltbar zu machen in einer traumatischen Erfahrung während der Überfahrt zwischen Nordamerika und Großbritannien. An Bord des Schiffes, mit dem Borden reiste, wurden Kühe gehalten, deren Milch den mitreisenden Kleinkinder als Nahrung dienen sollte. Die Kühe erkrankten während der Überfahrt und starben schließlich und in der Folge überlebten auch die Kleinkinder die Überfahrt nicht. Deborah Valenze weist in ihrer Geschichte des Milchkonsums allerdings darauf hin, dass zu dieser Zeit eine Reihe von Personen sich mit der Haltbarkeit von Milchprodukten auseinandersetzten. Milch wurde zu dieser Zeit als wichtiges Lebensmittel für Kleinkinder und ältere Personen angesehen. Vor allem in urbanen Regionen war die Versorgung mit frischer Milch schwierig. Regelmäßig kam es zu Skandalen um verdorbene und verschnittene Milch – Kondensmilch schien eine Alternative zur Frischmilchversorgung. Darauf weist auch darauf hin, dass auf Grund dieses Bedarfs auch in anderen Ländern sehr schnell eine Kondensmilchindustrie entstand.
Bei seinen eigenen Versuchen ließ sich Borden unter anderem von den Leistungen der Shaker inspirieren, die bereits erfolgreich Obst konservierten. Sie nutzten dabei einen Kochapparat, der ein Vakuum erzeugte und eingekochtes Obst ohne Kühlung für längere Zeit haltbar machte. Louis Pasteurs Arbeiten zur Bedeutung von Mikroorganismen lagen zwar noch in der Zukunft, aber auch ohne diese Grundlage war für Borden erkennbar, dass eingekochte und vakuumierte Milch länger hielt sowie die simple Berücksichtigung von Hygieneprinzipien und der Zusatz von Zucker gleichfalls zur Haltbarmachung beitrugen.
Bordens Produkt, das unter der patriotischen Bezeichnung Eagle Brand Milk vermarktet wurde, fand zunächst nur wenig Käufer. Während der Finanzkrise 1857 stand Borden kurz vor der Insolvenz, fand dann aber in dem Industriellen Jeremiah Milbank einen Investor. Der Durchbruch für das Unternehmen kam als 1861 während des Sezessionskriegs die United States Army erstmals 500 Pfund kondensierte Milch orderte, der bald weitere Bestellungen folgte. Die Nachfrage stieg so stark an, dass in der Folge Borden mehrere neue Produktionsanlagen errichtet werden müssen. Der Erfolg diesen neuartigen Produkts war auf den hohen Kaffeekonsum US-amerikanischer Soldaten zurückzuführen, die ihren Kaffee traditionell mit Milch und Zucker tranken, frische Milch in den von den Verwüstungen des Bürgerkrieges gezeichneten Landstriche selten zu erhalten war.

## Produktlinien
- Eagle Brand Condensed Milk
- Eagle Brand Low Fat Condensed Milk
- Eagle Brand Signature Premium Dessert Kits
- Borden Eggnog
- Kava neutralized coffee[6]
- None Such mincemeat[7]

## Einzelbelege
1. ↑  19. August 1856 – Die kondensierte Milch wird patentiert WDR.DE vom 19. August 2011, abgerufen am 7. November 2014
2. ↑   Deborah Valenze: Milk: A Local and Global History. S. 182.
3. ↑   Deborah Valenze: Milk: A Local and Global History. S. 182.
4. ↑   Deborah Valenze: Milk: A Local and Global History. S. 184.
5. ↑   Deborah Valenze: Milk: A Local and Global History. S. 184.
6. ↑  Kava Coffee website
7. ↑  None Such website (Memento des Originals vom 7. Februar 2011 im Internet Archive)  Info: Der Archivlink wurde automatisch eingesetzt und noch nicht geprüft. Bitte prüfe Original- und Archivlink gemäß Anleitung und entferne dann diesen Hinweis.